# Plesiotrochus luteus
Plesiotrochus luteus is een slakkensoort uit de familie van de Plesiotrochidae. De wetenschappelijke naam van de soort is voor het eerst geldig gepubliceerd in 1861 door Gould.